# Uther (nome)
Uther  è un nome proprio di persona gallese maschile.

## Varianti
- Maschili: Uthyr[1][2], Uthr[3]

## Origine e diffusione

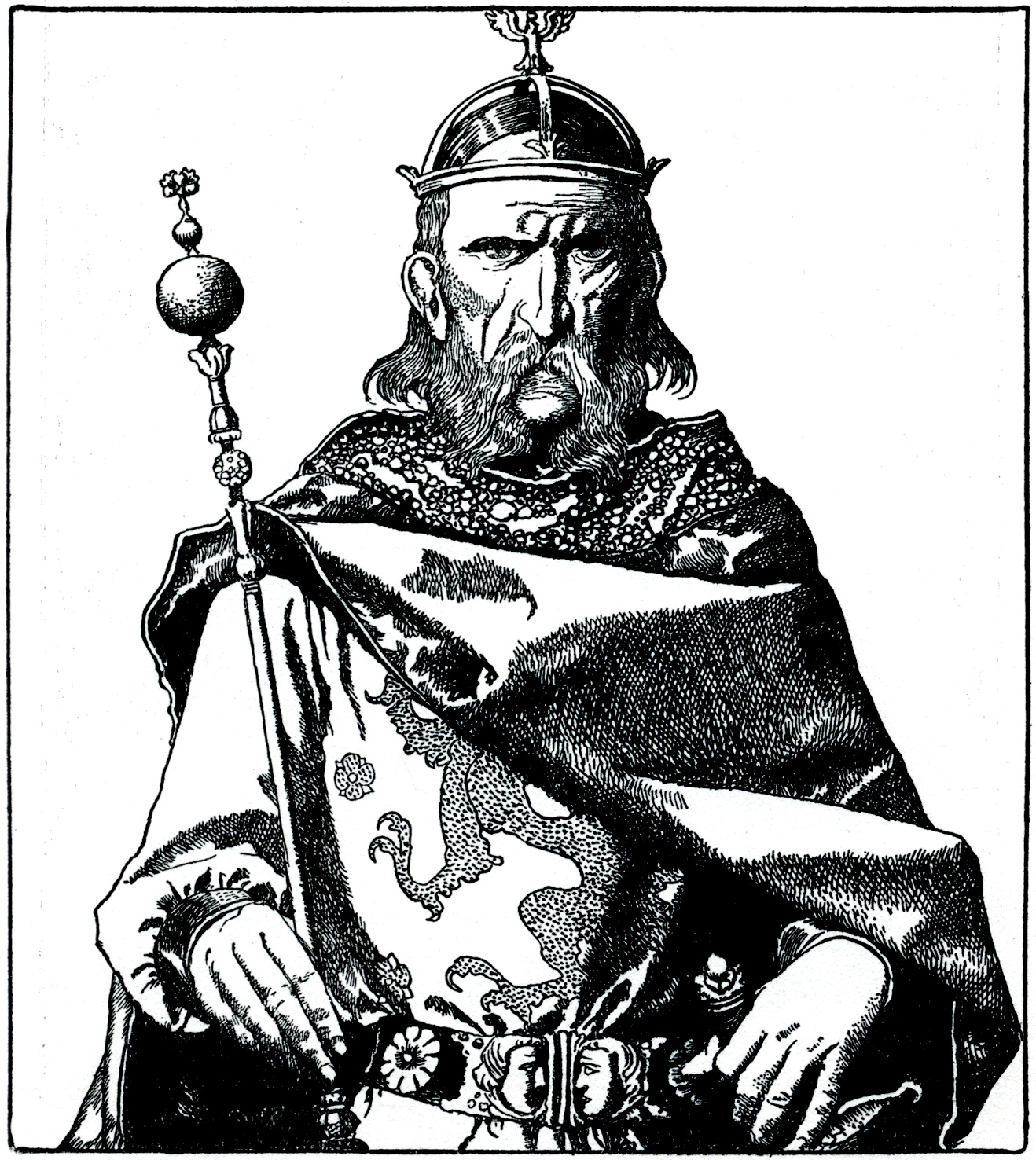
Uther Pendragon in un'illustrazione di Howard Pyle

Si tratta di un nome di tradizione letteraria, portato nel ciclo arturiano da Uther Pendragon, il padre di re Artù: il suo nome appare nella letteratura medievale nella forma Uter, e in gallese sono attestate anche le forme Uthyr, Uthre e Wthyr. Generalmente, questo nome viene ricondotto al termine gallese uthr, che vuol dire "terribile" (interpretato anche nel senso lato di "grandioso", "meraviglioso"); il termine viene usato da Nennio, che descrive Artù con le parole mab uter, ossia "figlio terribile", per via del suo carattere: il personaggio di Uther potrebbe essere nato da una successiva travisazione di questo passaggio (oppure esisteva già prima, e fu Nennio a fraintendere).
Vi sono comunque altre ipotesi: alcune fonti, evidenziando l'esistenza di personaggi scandinavi chiamati in questo modo, ipotizzano un'origine norrena, o alternativamente viene connesso alla radice germanica aud ("ricchezza", il che lo renderebbe sostanzialmente una variante di Oddone), oppure considerato una forma gallese di Vittorio.

## Onomastico
Il nome è adespota, cioè privo di santo patrono; l'onomastico si può festeggiare il 1º novembre, festa di Ognissanti.

## Il nome nelle arti
- Uther è un personaggio della serie fantasy Warcraft.
- Üter Zörker è un personaggio della serie animata I Simpson.